# T.N.T. for the Brain
T.N.T. for the Brain (рус. «Тротил для мозга») — песня, написанная в 1996 году проектом Enigma. Композиция вошла в их третий альбом Le Roi Est Mort, Vive Le Roi!, а также выпускалась в виде сингла, став вторым и последним релизом с него.
В дополнение к альбомной версии, сингл содержит один ремикс — Midnight Man Remix, а также радиоверсию, значительно отличающуюся от альбомной. На диске также присутствует инструментальный вариант радиоверсии трека.

## Список композиций

### CD (2 трека)
- T.N.T. for the Brain [radio edit] (4:00)
- T.N.T. for the Brain [instrumental mix] (4:07)

### CD (3 трека)
- T.N.T. for the Brain [radio edit] (4:00)
- T.N.T. for the Brain [instrumental mix] (4:07)
- T.N.T. for the Brain [midnight man remix] (5:56)

### CD (4 трека), 12"
- T.N.T. for the Brain [radio edit] (4:00)
- T.N.T. for the Brain [midnight man remix] (5:56)
- T.N.T. for the Brain [album version] (4:34)
- T.N.T. for the Brain [instrumental mix] (4:07)